# Vari Chasapiko
Der Vari Chasapiko (Βαρύ Χασάπικο, also Schwerer Chasapiko) ist eine Abwandlung des Chasapiko, der im 4/4-Rhythmus getanzt wird. Er zeichnet sich dadurch aus, dass er in seiner Schrittfolge nicht streng festgelegt ist, sondern diese vom Vortänzer vorgegeben wird.
Der Vari Chasapiko, der seinen Ursprung in den Tavernen des frühen 20. Jahrhunderts in Athen, Thessaloniki, Konstantinopel und Smyrna hat, ist ein intensiver und persönlicher Ausdruck des Lebens der damaligen Zeit. Bis heute wird der Vari Chasapiko im Gegensatz zu anderen Tänzen, bei denen jeder mitmachen kann, in der Regel nur von wenigen engen Freunden getanzt.
Er hat überall in Griechenland mit der Zeit seine Anhänger gefunden, von denen er weiter modifiziert wurde. Versionen des Vari Chasapiko sind Naftiko chasapiko, Peiraiotiko, Ploioritikos und Koulouriotiko.